# Fanfare Island
Fanfare Island (von englisch fanfare ‚Fanfare‘) ist eine Insel westlich der Graham-Küste des Grahamlands auf der Antarktischen Halbinsel. Sie ist die nördlichste der Argentinischen Inseln im Wilhelm-Archipel.
Das UK Antarctic Place-Names Committee benannte die Insel 1962 in Verbindung mit der Benennung des 2,5 km südlich gelegenem Herald Reef.